# 林赛 (加利福尼亚州)
林赛（英文：Lindsay），是美国加利福尼亚州图莱里县下属的一座城市。建市于1910年2月28日，面积 大约为2.61平方英里 (6.8平方公里)。根据2010年美国人口普查，该市有人口11,768人。